# 傑克遜民主

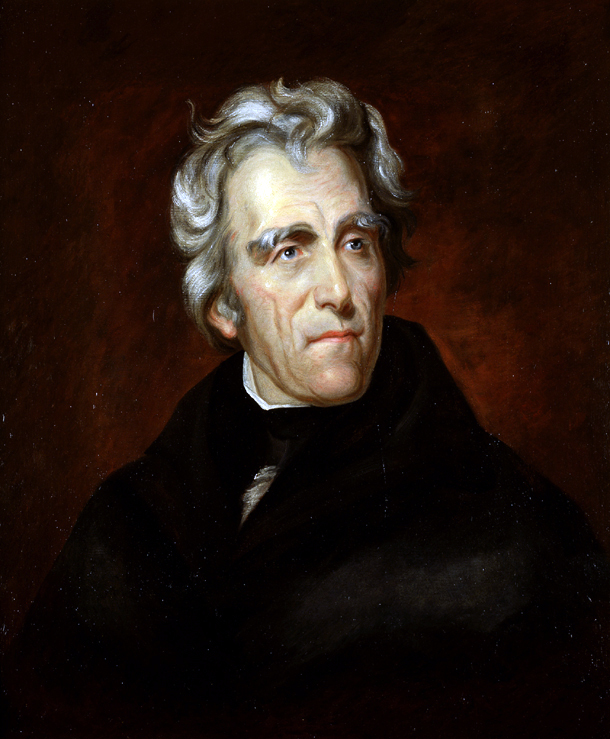
安德魯·傑克遜

杰克逊式民主（英語：Jacksonian democracy）是19世纪美国的一种意识形态、政治现象或者说是一种政治运动，鼓吹大众民主，美国总统安德鲁·杰克逊是其核心人物，一度风靡美国。杰克逊及其拥趸形成了一个由唯农论者、平民主义者、自由主义者、民族主义者等群体出于政治上的考量而组成的联盟。總之，杰克逊式民主使得美國政治大眾化，給後世帶來的影響是民主從啟蒙時代的菁英掌控轉向了平民（雖然當時平民指的是中產階級白人男性）廣泛參政。

## 发展历程
杰克逊时代，这种民主思潮约始于1828年杰克逊获选总统；直至1858年后美国奴隶制度问题趋向炽热，以及美国政治因为南北战争而转为第三政党体系，象征该时代结束。杰克逊的政策因跟从前总统托马斯·杰斐逊主导上个政治时代的杰斐逊民主而得名。1820年代，杰斐逊派别将民主共和党派别化的同时，杰克逊的支持者亦开始组织现代的民主党；同时也有以约翰·昆西·亚当斯及杰克逊派别为竞敌的派别，之后合为辉格党。
更为广义，杰克逊民主亦可定义为第二政党体系的时代，这时代以民主精神见称。这与杰佛逊民主的特色相异。杰克逊民主即杰克逊的平等政治政策，令他归类为由精英主导的独占政府的结束。杰佛逊虽然也不支持精英制，但他乐意任用知识分子，本質上還是啟蒙時代以來的少數精英民主政治；相反，杰克逊很少重视教育程度。辉格党則继承杰佛逊民主，推广学校和高等学府。而杰克逊之後的时代下，美國的投票门槛開始降低，民主進入平民草根時代，几乎所有成年男性公民都获选举权。
异于杰斐逊时期，杰克逊民主以美国国会作代价，换取提倡总统和行政机关的权力，甚至尝试扩大公众参与政府事务。杰克逊派为求彰显新价值观，要求选举（非任命）的陪审团以及重写许多州宪法；国家层面，由昭昭天命可证，他们赞同扩大版图。无论是杰克逊派或是辉格党员，几乎所有人都认同不用奴隶打仗。

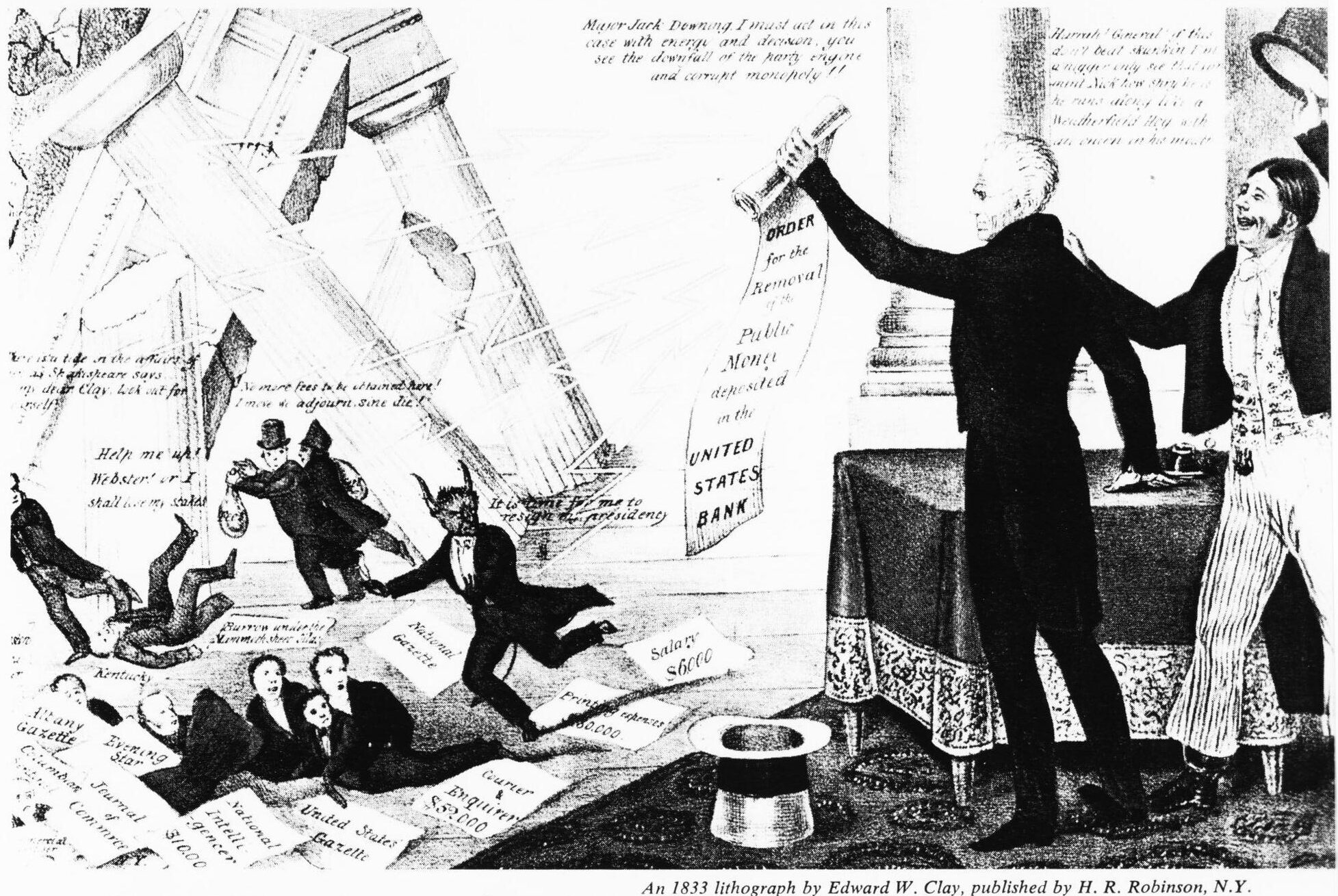

## 相关争议
关于杰克逊民主究竟只是一种单纯的政治哲学思潮、还是一项政治运动，学术界历来颇有争议。“杰克逊民主”一词的较早使用者、美国历史学家弗雷德里克·杰克逊·特纳认为，此种政治现象是一场美国政治权力中心从东部转移到西部的政治运动，因为杰克逊总统是第一位被选举出来的来自西部的总统。在杰克逊之前，美国历届总统均出身东部拥有相当政治权力的保守的贵族精英；但此後平民、鄉下地區出身的人開始參與政治，历史学家卡尔·费什则将杰克逊统治时期看作是“普罗大众的时代”。
第二种观点认为，历史学家小亚瑟·史列辛格则将这种政治现象看作是一场由美国东部工人阶级领导的试图改善工作条件的劳工运动。第三种观点以历史学家理查德·霍夫施塔特为代表，他认为这场运动由中产阶级商人发起，他们希望掌控国家的经济发未来与发展方向，以达到整个中产阶级掌握国家经济发展之未来。
最后一种具有代表性的观点以历史学家马文·迈耶斯为代表，他认为这是一场社会运动，它试图协调美国传统农业价值体系与以商业为主导的新的美国秩序之间的关系，
以上观点似乎各有千秋、但也许不完整正确，因为历史的真相往往比描述的要复杂得多。不过有一点可以肯定的是，杰克逊的所作所为为美国社会的统治与管理带来了革命性变化，迄今有两位美国总统被公认对此有此贡献：一位是19世纪的杰克逊，另一位是20世纪的小罗斯福。
随着杰克逊执掌政权，发生了深刻而持久的政治变革：其一，政治权力核心由东部转移到西部；其二，组织严密的政党发挥着越来越重要的作用；其三，政治机器——奥尔巴尼摄政团——越发成熟；其四，民主政治越来越普及。